# İcikler, Demirci
İcikler là một thị trấn thuộc huyện Demirci, tỉnh Manisa, Thổ Nhĩ Kỳ. Dân số thời điểm năm 2011 là 1.634 người.